# Sun City (Kansas)
Sun City  è una città degli Stati Uniti d'America della Contea di Barber, nello Stato del Kansas.

## Storia
Sun City è stata fondata nel 1872. Sharon è un nome ebraico che significa  pianura.